# Илларион
Илларио́н — устоявшаяся в  русском языке XIX века светская форма транслитерации греческого мужского имени Иларион (др.-греч. Ἱλαρίων — «весёлый, радостный, тихий»).
Как указывала Л. П. Калакуцкая, «нормативной литературной формой является написание с двумя л. Оно последовательно сохранялось у всех светских носителей этого имени на протяжении по крайней мере двух веков — XIX и XX века». Тем не менее, в антропонимических словарях и в антропонимическом списке «Орфографического словаря русского языка» рекомендовалась церковнославянская форма имени с одним л, которая была принята у духовных лиц.
С начала XX века среди русских имя используется преимущественно, хотя и не исключительно, как монашеское и имеет форму, принятую в церковнославянском языке, — Иларион (церк.-слав. Іларїώнъ).